# William Lambton
William Lambton (Northallerton, Yorkshire del Norte, 1756 – Hinganghat, Maharastra, 19 de enero de 1823), fue un militar, topógrafo, y geógrafo británico, miembro de la Royal Society.
Lambton fue el iniciador del Gran Proyecto de Topografía Trigonométrica de la India que comenzó en 1802. Murió y fue enterrado en Hinganghat en el distrito de Wardha del estado de Maharashtra. Le sucedió su ayudante George Everest.
Lambton nació en Northallerton, hijo de un agricultor. Su destreza en matemáticas le sirvió para entrar en el Ejército Británico en 1781, en el "33º Regimiento de Foot". Con su regimiento tomó parte en la Guerra de Independencia de los Estados Unidos y fue hecho prisionero en Yorktown. Después de su liberación fue llevado a Nuevo Brunswick (Canadá) y se involucró en la delimitación de la frontera entre Canadá y los Estados Unidos.
En 1796 fue ascendido a teniente y enviado con su regimiento a India, bajo el mando de Arthur Wellesley, primer duque de Wellington. Tomó parte en la guarta guerra anglo-Mysore en 1799. Después de la captura de Mysore Lambton propuso que el territorio fuera cartografiado, usando las nuevas técnica de geodesia empleadas por William Roy en Gran Bretaña. Se aprobó su propuesta y comenzó midiendo la base de la montaña San Tomás de Madrás, desde allí continuó mediante triangulación a través de toda la península india hasta llegar a Mangalore. En 1806 empezó las mediciones de latitud a unas 100 millas al norte de Bangalore, donde terminaba el territoria británico. Luego continuó hacia el sur hasta llegar al cabo Comorín. Lambton reanudó su exploración en dirección norte hasta su muerte.
Lambton fue hecho miembro de la Royal Society el (9 de enero de 1817) y miembro de la Academia de Ciencias Francesa en 1817.